# Life & Death
Life & Death, scritto anche Life and Death su schermo, è un videogioco pubblicato nel 1988 dalla software house The Software Toolworks per diversi computer a 16 bit.
Si tratta di una realistica simulazione medica in cui il giocatore veste i panni di un chirurgo specializzato in chirurgia addominale del fittizio ospedale Toolworks General; compito del giocatore è quello di diagnosticare diversi tipi di patologie ai pazienti e, quando necessario, sottoporli a terapie e operazioni chirurgiche.

## Riconoscimenti
Il gioco ricevette tre candidature per i premi annuali assegnati dalla SPA (Software Publishers Association) nelle seguenti categorie: "Best Game" (Miglior gioco), "Best Simulation" (Migliore simulazione) e "Best Use of Technology" (Miglior uso della tecnologia).